# مال متساوي (فلم)
مال متساوي (فيلم) تدور القصة حول كيفية ترابط حياة ثلاثة مقامرين لا يعرفون بعضهم البعض. إنهما كاتبة تواجه مشكلة في كتابة كتابها التالي، وساحر اعتاد الأداء على خشبة المسرح، والأخ الأكبر لنجم كرة سلة جامعي. أخرج الفيلم مارك ريديل ، وبطولة فورست ويتيكر، ونيك كانون، وكيم باسنجر، وداني ديفيتو، وكلسي جرامر، وتيم روث، وكارلا جوجينو، وجاي موهر، وراي ليوتا . صدر في 18 مايو 2007 في دور العرض.

## القصة
كارولين كارفر مؤلفة يعتقد زوجها وابنتها أنها تعمل على كتاب جديد في حين أنها في الواقع تقامر بهدر مدخرات حياتهما. والتر، وهو ساحر سابق يعاني من مشكلة القمار ويسلي ضيوف الكازينو للحصول على نصائح، ويقيم صداقات معها. من ناحية أخرى، يدين كلايد سنو بالكثير من الأموال للمقامرين. إنه مدين كثيرًا لدرجة أنه يتعين عليه أن يطلب من شقيقه الأصغر في كرة السلة بالكلية، جودفري، حلق النقاط في الألعاب.
فيكتور مجرم يتسم بالعنف وسوء الأفواه. قد يكون أو لا يكون واجهة لإيفان، رئيس الغوغاء الذي لم يره أحد من قبل. يبحث محقق بساق سيئة اسمه برونر في جريمة قتل ربما تكون قد ارتكبت من قبل حمقى فيكتور، ربما بناءً على أوامر إيفان.
على فيكتور أيضًا التعامل مع أوجي، الذي يريد الانضمام إلى عمله في وضع الرهانات. يرتدي أوجي سلكًا سرا للمحقق حتى يتمكن من تسجيل فيكتور وهو يقول شيئًا يمكن استخدامه ضده.
يشعر زوج كارولين بالإحباط بسبب غياباتها المتكررة ويكتشف في النهاية أنها تقامر. يريد الطلاق. يخبر فيكتور والتر أن لعبة كرة سلة يتم تزويرها. يتخذ قرارًا بالمشاركة بكل ما لديه في النتيجة ويقنع كارولين بفعل الشيء نفسه.
دون علمهم، أبلغ كلايد شقيقه أن ديونه قد تمت تسويتها، مما يلغي الحاجة إلى خسارة اللعبة عن قصد. لكن هذت ليس صحيح. إذا لم تنجح هذه اللعبة، هدد فيكتور حياة كلايد.
يضع فيكتور خططًا لموت أوجي. يظهر شخصيا في مباراة كرة السلة. يشعر كلايد بالسعادة لأن شقيقه يضرب الكرة الفائزة، لكن حياته في خطر بسبب ذلك. يغادر الساحة، لكن رجال فيكتور يقتلوه على الطريق.
كارولين محطمة من الطريقة التي انتهت بها اللعبة لأنها فقدت كل شيء، بما في ذلك عائلتها. يذهب والتر ليقتل فيكتور في منزله. يرى المحقق برونر هذا، ولكن بدافع اللطف، ترك والتر يذهب. ومع ذلك، فقد تم تحديد مصير الساحر.
في النهاية، اتضح أن إيفان حقيقي وأن المحقق برونر يساعده.

## الممثلون
- كيم باسنجر في دور كارولين كارفر
- داني ديفيتو مثل والتر
- فورست ويتاكر في دور كلايد سنو
- راي ليوتا بدور توم كارفر
- كيلسي جرامر في دور برونر
- تيم روث بدور فيكتور
- جاي موهر في دور أوجي
- كارلا جوجينو بدور فيرونيكا
- نيك كانون بدور جودفري سنو
- تشارلي روبنسون في دور مدرب واشنطن